# Ustilaginaceae
Famille
Les Ustilaginaceae sont une famille de champignons basidiomycètes de la classe des Ustilaginomycetes.
Cette famille comprend de nombreuses espèces de champignons phytopathogènes qui provoquent la maladie du « charbon » chez les plantes. Elle regroupe au total 17 genres et 607 espèces.

## Liste des genres
Selon Catalogue of Life (3 octobre 2014) :
- genre Ahmadiago
- genre Aizoago
- genre Anomalomyces
- genre Anthracocystis
- genre Centrolepidosporium
- genre Eriocaulago
- genre Eriomoeszia
- genre Eriosporium
- genre Franzpetrakia
- genre Langdonia
- genre Macalpinomyces
- genre Melanopsichium
- genre Moesziomyces
- genre Parvulago
- genre Pseudozyma
- genre Shivasia
- genre Sporisorium
- genre Stollia
- genre Tranzscheliella
- genre Triodiomyces
- genre Tubisorus
- genre Ustilago

Selon ITIS (3 octobre 2014) :
- genre Sporobolomyces
- genre Ustilago (Pers.) Roussel

## Liste des genres, espèces, formes et non-classés
Selon NCBI (3 octobre 2014) :
- genre Anomalomyces
  - Anomalomyces panici
  - Anomalomyces yakirrae
- genre Anthracocystis
- genre Bromeliago
- genre Cintractia
  - Cintractia amazonica
  - Cintractia axicola
  - Cintractia fimbristylicola
  - Cintractia limitata
  - Cintractia michellii
  - Cintractia sorghi
  - Cintractia sorghi-vulgaris
  - Cintractia taubertiana
- genre Dermatosorus
  - Dermatosorus cyperi
- genre Eriocortex
  - Eriocortex eriocauli
- genre Farysia
  - Farysia chardoniana
  - Farysia thuemenii
- genre Franzpetrakia
  - Franzpetrakia microstegii
- genre Gymnocintractia
  - Gymnocintractia cubensis
  - Gymnocintractia montagnei
  - Gymnocintractia neomontagnei
  - Gymnocintractia rhynchosporae
  - Gymnocintractia samanensis
- genre Heterotolyposporium
  - Heterotolyposporium lepidospermatis
  - Heterotolyposporium piluliforme
- genre Leucocintractia
  - Leucocintractia leucodermoides
  - Leucocintractia scleriae
- genre Macalpinomyces
  - Macalpinomyces arundinellae-setosae
  - Macalpinomyces bursus
  - Macalpinomyces eragrostiellae
  - Macalpinomyces eriachnes
  - Macalpinomyces ewartii
  - Macalpinomyces loudetiae
  - Macalpinomyces mackinlayi
  - Macalpinomyces neglectus
  - Macalpinomyces simplex
  - Macalpinomyces spermophorus
  - Macalpinomyces trichopterygis
  - Macalpinomyces tristachyae
  - Macalpinomyces tubiformis
  - Macalpinomyces viridans
- genre Melanopsichium
  - Melanopsichium pennsylvanicum
    - non-classé Melanopsichium pennsylvanicum 4
- genre Moesziomyces
  - Moesziomyces bullatus
  - Moesziomyces eriocauli
- genre Moreaua
  - Moreaua bulbostylidis
  - Moreaua fimbristylidis
- genre Mycosyrinx
  - Mycosyrinx cissi
- genre Parvulago
  - Parvulago marina
- genre Pericladium
  - Pericladium grewiae
- genre Portalia
  - Portalia uljanishcheviana
- genre Restiosporium
  - Restiosporium meneyae
  - Restiosporium restionum
- genre Schizonella
  - Schizonella cocconii
  - Schizonella melanogramma
- genre Shivasia
  - Shivasia solida
- genre Sporisorium
  - Sporisorium absconditum
  - Sporisorium aegypticum
  - Sporisorium andrewmitchellii
  - Sporisorium andropogonis
  - Sporisorium andropogonis-micranthi
  - Sporisorium anthistiriae
  - Sporisorium anthracoideisporum
  - Sporisorium apludae-aristatae
  - Sporisorium aristidicola
  - Sporisorium arthraxonis
  - Sporisorium bicornis
  - Sporisorium bothriochloae
  - Sporisorium caledonicum
  - Sporisorium catharticum
  - Sporisorium cenchri
  - Sporisorium cenchri-elymoidis
  - Sporisorium chrysopogonis
  - Sporisorium confusum
  - Sporisorium consanguineum
  - Sporisorium cordobense
  - Sporisorium cruentum
  - Sporisorium culmiperdum
  - Sporisorium cymbopogonis-bombycini
  - Sporisorium destruens
  - Sporisorium dietelianum
  - Sporisorium dimeriae-ornithopodae
  - Sporisorium doidgeae
  - Sporisorium elionuri
  - Sporisorium enteromorphum
  - Sporisorium erythraeense
  - Sporisorium everhartii
  - Sporisorium exsertum
  - Sporisorium fallax
  - Sporisorium fascicularis
  - Sporisorium fastigiatum
  - Sporisorium formosanum
  - Sporisorium foveolati
  - Sporisorium fraserianum
  - Sporisorium gayanum
  - Sporisorium heteropogonicola
  - Sporisorium holwayi
  - Sporisorium hwangense
  - Sporisorium iseilematis-ciliati
  - Sporisorium lacrymae-jobi
  - Sporisorium lanigeri
  - Sporisorium lepturi
  - Sporisorium loudetiae-pedicellatae
  - Sporisorium manilense
  - Sporisorium mexicanum
  - Sporisorium microsporum
  - Sporisorium mishrae
  - Sporisorium mitchellii
  - Sporisorium modestum
  - Sporisorium monakai
  - Sporisorium moniliferum
  - Sporisorium mutabile
  - Sporisorium nealii
  - Sporisorium nervosum
  - Sporisorium occidentale
  - Sporisorium ophiuri
  - Sporisorium ovarium
  - Sporisorium panici
  - Sporisorium panici-leucophaei
  - Sporisorium paspali-notati
  - Sporisorium penniseti
  - Sporisorium polliniae
  - Sporisorium provinciale
  - Sporisorium pseudanthistiriae
  - Sporisorium pseudechinolaenae
  - Sporisorium puellare
  - Sporisorium pulverulentum
  - Sporisorium queenslandicum
  - Sporisorium rarum
  - Sporisorium reilianum
    - non-classé Sporisorium reilianum SRZ2
    - forme Sporisorium reilianum f. sp. reilianum
    - forme Sporisorium reilianum f. sp. zeae

  - Sporisorium ryleyi
  - Sporisorium scitamineum
  - Sporisorium sehimatis
  - Sporisorium sehimicola
  - Sporisorium setariae
  - Sporisorium sorghi
  - Sporisorium spinulosum
  - Sporisorium tenue
  - Sporisorium themedae-arguentis
  - Sporisorium trachypogonicola
  - Sporisorium trachypogonis-plumosi
  - Sporisorium trispicatae
  - Sporisorium tristachyae
  - Sporisorium tumefaciens
  - Sporisorium tumiforme
  - Sporisorium veracruzianum
  - Sporisorium vermiculum
  - Sporisorium walkeri
  - Sporisorium whiteochloae
  - Sporisorium wynaadense
  - Sporisorium xerofasciculatum
- genre Stegocintractia
  - Stegocintractia luzulae
  - Stegocintractia spadicea
- genre Tolyposporium
  - Tolyposporium isolepidis
  - Tolyposporium junci
  - Tolyposporium neillii
  - Tolyposporium rhynchosporae-cephalotis
- genre Tranzscheliella
  - Tranzscheliella hypodytes
  - Tranzscheliella minima
  - Tranzscheliella williamsii
- genre Trichocintractia
  - Trichocintractia utriculicola
- genre Tubisorus
  - Tubisorus pachycarpus
- genre Ustilago
  - Ustilago aeluropodis
  - Ustilago affinis
  - Ustilago alcornii
  - Ustilago altilis
  - Ustilago austro-africana
  - Ustilago avenae
  - Ustilago bouriqueti
  - Ustilago bromivora
  - Ustilago bullata
  - Ustilago calamagrostidis
  - Ustilago chloridis
  - Ustilago coicis
  - Ustilago comburens
  - Ustilago crameri
  - Ustilago curta
  - Ustilago cynodontis
  - Ustilago davisii
  - Ustilago drakensbergiana
  - Ustilago echinata
  - Ustilago esculenta
    - non-classé Ustilago esculenta Longjiao2

  - Ustilago filiformis
  - Ustilago hordei
    - non-classé Ustilago hordei Uh4857-4

  - Ustilago inaltilis
  - Ustilago ixophori
  - Ustilago kamerunensis
  - Ustilago lituana
  - Ustilago longissima
  - Ustilago longissima var. macrospora
  - Ustilago maydis
    - non-classé Ustilago maydis 521
    - non-classé Ustilago maydis FB1

  - Ustilago neyraudiae
  - Ustilago nuda
  - Ustilago pamirica
  - Ustilago panici-gracilis
  - Ustilago phrygica
  - Ustilago porosa
  - Ustilago quitensis
  - Ustilago schmidtiae
  - Ustilago schroeteriana
  - Ustilago shiraiana
  - Ustilago sparsa
  - Ustilago sparti
  - Ustilago spermophora
  - Ustilago sphaerogena
  - Ustilago spinificis
  - Ustilago sporoboli-indici
  - Ustilago striiformis
  - Ustilago syntherismae
  - Ustilago tragana
  - Ustilago trichophora
  - Ustilago triodiae
  - Ustilago tritici
  - Ustilago turcomanica
  - Ustilago vetiveriae
  - Ustilago williamsii
  - Ustilago xerochloae
- genre Websdanea
  - Websdanea lyginiae
- non-classé mitosporic Ustilaginaceae
  - genre Pseudozyma
    - Pseudozyma abaconensis
    - Pseudozyma antarctica
      - non-classé Pseudozyma antarctica T-34

    - Pseudozyma aphidis
      - non-classé Pseudozyma aphidis DSM 70725

    - Pseudozyma brasiliensis
      - non-classé Pseudozyma brasiliensis GHG001

    - Pseudozyma churashimaensis
    - Pseudozyma flocculosa
      - non-classé Pseudozyma flocculosa PF-1

    - Pseudozyma fusiformata
    - Pseudozyma graminicola
    - Pseudozyma hubeiensis
      - non-classé Pseudozyma hubeiensis SY62

    - Pseudozyma jejuensis
    - Pseudozyma parantarctica
    - Pseudozyma prolifica
    - Pseudozyma rugulosa
    - Pseudozyma shanxiensis
    - Pseudozyma thailandica
    - Pseudozyma tsukubaensis
    - Pseudozyma vetiver